# Hello Kitty - Parallel Town
Hello Kitty - Parallel Town (ハローキティ りんごの森とパラレルタウン?, Harō Kiti ringo no mōri to Parareru Taun) è la terza serie anime della trilogia di Hello Kitty: Ringo no mori prodotta dalla Sanrio e trasmessa su TV Tokyo dal 2 ottobre 2007 fino al 25 marzo 2008 con episodi di 7 minuti.
In Italia l'anime è stato distribuito dalla Dynit e trasmesso su Boomerang da gennaio 2010. In seguito la serie è andata in replica su Boing da giugno 2010.

## Trama
Kitty insegue Mimmy nella Foresta Attorcigliata e cade in un buco che la trasporta in un mondo parallelo identico nell'aspetto a quello in cui vive Kitty. Una volta giunta a casa Kitty scopre che questo mondo è abitato da esseri umani con ali trasparenti e orecchie a punta stringe amicizia con Emily: una popolare top-model. Insieme si mettono alla ricerca di Mimmy, ma vengono ostacolate da Akuro: una gatta nera come la pece, e dalle forze oscure del malvagio Makkuro.

## Personaggi

### Abitanti del Bosco delle Mele
- Hello Kitty: è la protagonista
- Mimmy: è la sorella minore di Kitty
- Pururu: è una fatina con un copricapo a forma di mela
- Scotch: è un gufo saggio con gli occhiali
- I fratelli Momonga:
  - Monga
  - Mondine
- Akuro: è l'antagonista di Kitty
- Makkuro: è un mostro con le sembianze di un pescegatto

### Abitanti di Parallel Town
- Emily
- Linda
- Helena
- Henry
- Karl

## Episodi
| Nº | Titolo italiano Giapponese 「Kanji」 - Rōmaji                                                                        | In onda          | In onda |
| Nº | Titolo italiano Giapponese 「Kanji」 - Rōmaji                                                                        | Giapponese       |         |
| 1  | Parallelì! Parallelà! La Foresta Attorcigliata! 「ねじれの森でパラレルルー」                                         | 2 ottobre 2007   |         |
| 2  | Parallelì! Parallelà! Gli amici nella grande casa! 「大きなお家のお友達でパラレルルー」                              | 9 ottobre 2007   |         |
| 3  | Parallelì! Parallelà! È dura la vita delle assistenti! 「付き人はタイヘンでパラレルルー」                            | 16 ottobre 2007  |         |
| 4  | Parallelì! Parallelà! Gli amici di Emily! 「エミリーのおともだちでパラレルルー」                                     | 23 ottobre 2007  |         |
| 5  | Parallelì! Parallelà! Abbasso il sole! 「お日さまはキライでパラレルルー」                                            | 30 ottobre 2007  |         |
| 6  | Parallelì! Parallelà! Linda è in ritardo! 「リンダの遅刻でアップルルー」                                             | 6 novembre 2007  |         |
| 7  | Parallelì! Parallelà! Il ciondolo! 「ペンダントでパラレルルー」                                                      | 13 novembre 2007 |         |
| 8  | Parallelì! Parallelà! Il complotto di Akuro! 「アクロのたくらみでパラレルルー」                                      | 20 novembre 2007 |         |
| 9  | Parallelì! Parallelà! Le modelle nere come la pece! 「モデルはまっくろで パラレルルー」                              | 27 novembre 2007 |         |
| 10 | Parallelì! Parallelà! La grande operazione nera come la pece! (prima parte) 「真っ黒大作戦で パラレルルー (前編)」   | 4 dicembre 2007  |         |
| 11 | Parallelì! Parallelà! La grande operazione nera come la pece! (seconda parte) 「真っ黒大作戦で パラレルルー (後編)」 | 11 dicembre 2007 |         |
| 12 | Parallelì! Parallelà! Il vero volto di Makkuro! 「マックローの正体でパラレルルー」                                   | 18 dicembre 2007 |         |
| 13 | Parallelì! Parallelà! Tracy e Fifì! 「トレーシーとフィーフィーがパラレルルー」                                       | 25 dicembre 2007 |         |
| 14 | Parallelì! Parallelà! A capofitto nell'enigma! 「謎に飛びこめパラレルルー」                                          | 1º gennaio 2008  |         |
| 15 | Parallelì! Parallelà! Natalie indaga! 「ナタリーにおまかせ!?でパラレルルー」                                         | 8 gennaio 2008   |         |
| 16 | Parallelì! Parallelà! Alleata di Akuro? 「アクロの仲間？でパラレルルー」                                             | 15 gennaio 2008  |         |
| 17 | Parallelì! Parallelà! La trasformazione di Linda! 「リンダの変身でパラレルルー」                                     | 22 gennaio 2008  |         |
| 18 | Parallelì! Parallelà! Al cospetto di Makkuro! 「マックロー現る!でパラレルルー」                                      | 29 gennaio 2008  |         |
| 19 | Parallelì! Parallelà! La rivale in amore! 「恋のライバルはパラレルルー」                                             | 5 febbraio 2008  |         |
| 20 | Parallelì! Parallelà! Gli alleati neri come la pece! 「真っ黒仲間でパラレルルー」                                    | 12 febbraio 2008 |         |
| 21 | Parallelì! Parallelà! Free Market! 「フリーマーケットでパラレルルー」                                                | 19 febbraio 2008 |         |
| 22 | Parallelì! Parallelà! Il cuore di Linda! 「リンダの心はパラレルルー」                                                | 26 febbraio 2008 |         |
| 23 | Parallelì! Parallelà! Salvate Linda! 「リンダを救え パラレルルー」                                                   | 4 marzo 2008     |         |
| 24 | Parallelì! Parallelà! Fosche previsioni? 「おさき真っ暗!?でパラレルルー」                                            | 11 marzo 2008    |         |
| 25 | Parallelì! Parallelà! Scontro nella Foresta Attorcigliata! 「ねじれの森の対決でパラレルルー」                        | 18 marzo 2008    |         |
| 26 | Parallelì! Parallelà! Si torna a casa! 「おうちへ帰ってパラレルルー」                                                | 25 marzo 2008    |         |
| 27 | Parallelì! Parallelà! Volete una polpetta di polpo? 「たこやきいかが? パラレルルー」                                 | [ 1 ]            |         |

## Doppiatori
| Personaggio    | Voce Giapponese    | Voce Italiana        |
| -------------- | ------------------ | -------------------- |
| Hello Kitty    | Megumi Hayashibara | Serena Clerici       |
| Mimmy/Akuro    | Mīna Tominaga      | Emanuela Pacotto     |
| Zio Scotch     | Chafurin           | Pietro Ubaldi        |
| Pururu         | Rie Kugimiya       | Marcella Silvestri   |
| Monga          | Akiko Suzuki       | Davide Garbolino     |
| Montine        | Yuri Shiratori     |                      |
| Emily          | Aya Hirano         | Benedetta Ponticelli |
| Linda          | Miyuki Sawashiro   | Debora Magnaghi      |
| Helena         | Chiwa Saitō        | Deborah Morese       |
| Papà di Emily  | Takeshi Kusao      | Paolo Sesana         |
| Mamma di Emily | Chie Nakamura      |                      |
| Makkuro        | Norio Wakamoto     | Riccardo Rovatti     |